# Flugplatz Danzig-Langfuhr

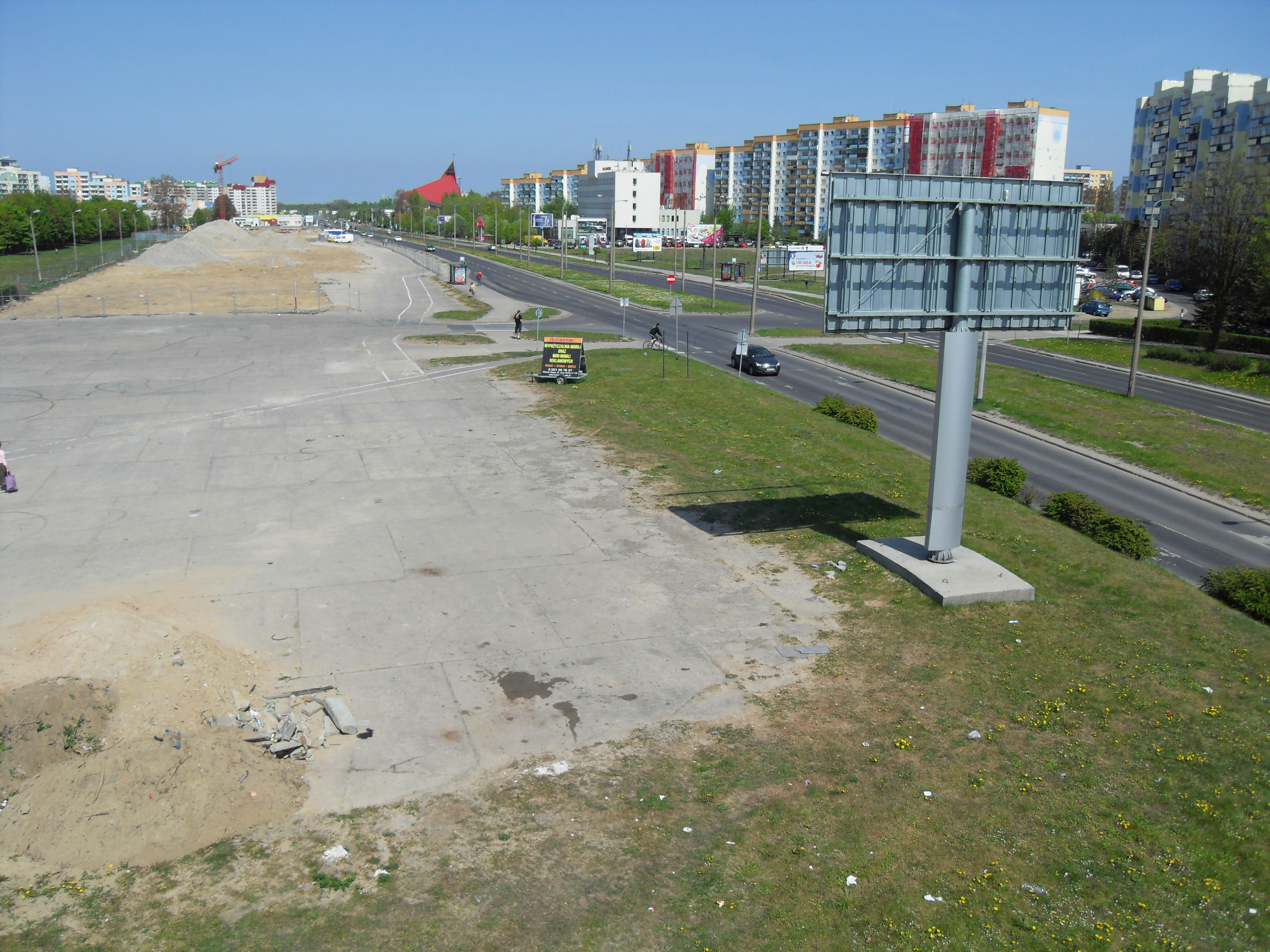
Die ehemalige Start- und Landebahn des Flughafens

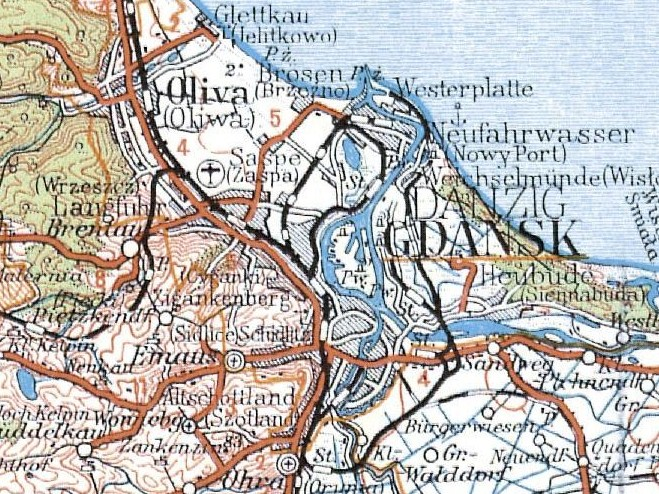
Danzig 1934

Der Flugplatz Danzig-Langfuhr (polnisch Lotnisko Gdańsk-Wrzeszcz) entstand im Jahr 1910 im Danziger Vorort Langfuhr als erster Flugplatz von Danzig.

## Geschichte
Der Flugplatz wurde zunächst ausschließlich militärisch genutzt. 
1914 wurde eine zweite Flughalle „Prinz von Preußen Halle“ am Übergang Labensweg-Bahnlinie gebaut und als Flugschule eingerichtet.
1915 folgte von der Kaiserlichen Marine eine Kampf-Einsitzer-Schule für Jagdflieger.
Nach Ende des Ersten Weltkrieges ging die militärische Bedeutung zurück und das Gelände wurde durch die Stadt Danzig für eine zivile Nutzung erweitert. Es entstand die DLR (Danziger Luft-Reederei). Durch die Erweiterung hatte der Flugplatz eine Ausdehnung von 1700 × 1400 Metern und war nahe der Bahnlinie Langfuhr–Zoppot gelegen. Der Boden war zu dieser Zeit mit einer festen Grasnarbe bedeckt. Nach anfänglicher Nutzung für Kurzstrecken entwickelte sich nach 1920 der Flugplatz zu einem internationalen Flughafen für Flüge zwischen Deutschland und Russland. Aktiv war u. a. die DERULUFT (Deutsch-Russische-Luftfahrtgesellschaft). 
Der Flugplatz hatte bald Linienflüge nach 
- Allenstein (Deuthen),
- Berlin (Tempelhof),
- Breslau (Schöngarten),
- Elbing (Neustädterfeld),
- Insterburg,
- Königsberg (Devau),
- Lemberg (Skniłów),
- Leningrad (Pulkowo),
- Marienburg (Königsdorf),
- Moskau (Chodynkafeld),
- Stettin (Altdamm),
- Stockholm (Bromma),
- Stolp (Reitz),
- Warschau (Mokotów).

In den Jahren 1922 bis 1935 lag das Passagieraufkommen bei jährlich ca. 1500 Passagieren.
Die folgende Tabelle zeigt eine Auflistung ausgesuchter fliegender aktiver Einheiten (ohne Schul- und Ergänzungsverbände) der Luftwaffe, die hier zwischen 1939 und 1945 stationiert waren.
| Von            | Bis            | Einheit                                                  | Ausrüstung            |
| -------------- | -------------- | -------------------------------------------------------- | --------------------- |
| September 1939 | September 1939 | II./ZG 1 (II. Gruppe des Zerstörergeschwaders 1)         | Messerschmitt Bf 109E |
| Januar 1945    | März 1945      | I., IV./JG 51 (I. und IV. Gruppe des Jagdgeschwaders 51) | Messerschmitt Bf 109G |
| Januar 1945    | Februar 1945   | I./NJG 100                                               | Junkers Ju 88G-6      |

Nach der Vertreibung der Deutschen aus Danzig wurde 1946 der Flughafen Langfuhr in Airport Wrzeszcz umbenannt.
1974 erhielt Danzig 16 Kilometer westlich der Stadt (auch außerhalb des ehemaligen Gebietes der Freien Stadt Danzig) einen neuen Flughafen mit dem Namen Flughafen Danzig. Hierdurch wurde Langfuhr (Wrzeszcz) abgelöst.
Der Flughafen wurde im gleichen Jahr geschlossen und das Flugfeld für Wohnbebauung umgewidmet.